# Telsche Boorman
Pour les articles homonymes, voir Boorman.
Telsche Boorman, née le 30 juillet 1959, à Lyndhurst (Angleterre) et morte le 11 février 1996 à Paris 16e, est une scénariste et une actrice britannique.

## Biographie
Elle est l'aînée des quatre enfants (avec Katrine et les jumeaux Charley et Daisy) nés du premier mariage du réalisateur John Boorman avec la costumière allemande Christel Kruse. 
Alors qu'elle n'a pas un an, mais marche déjà, elle tombe la tête la première dans un étang. Son père la repêche inanimée et sans pouls, et raconte comment il a pu la sauver : « J'ai pratiqué le bouche-à-bouche (technique peu connue à l'époque), revoyant tout à coup un article entraperçu peu avant dans un journal ». De ce fait, les liens resteront très forts entre le père et la fille.   
Telsche Boorman fait, enfant, ses débuts au cinéma avec sa sœur Katrine dans le premier film de John Boorman, Sauve qui peut (1965). Par la suite, sa sœur Katrine précise : « elle était vraiment le bras droit de papa, elle écrivait, tournait et réalisait avec lui », notamment pour Zardoz (1974), Excalibur (1981), La Guerre à sept ans (1987), Tout pour réussir (1990). Ainsi que Gazon maudit qu'elle co-adapte avec Josiane Balasko en 1995.

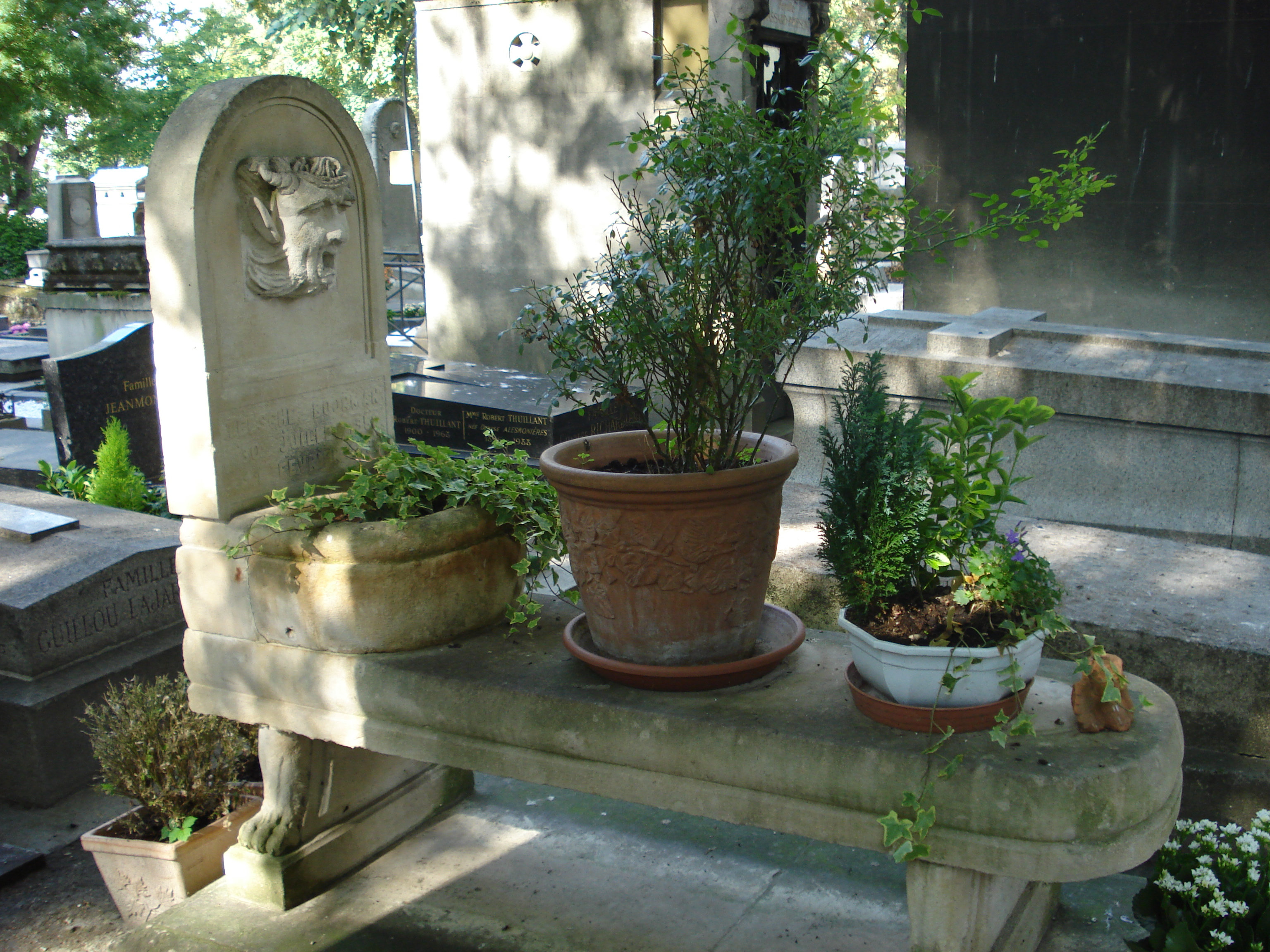
Tombe de Telsche Boorman - Cimetière Montmartre

Elle se marie avec le journaliste français Lionel Rotcage (1948-2006) avec lequel elle a une fille, Daphné née en 1988, elle-même mère de deux fils, Léo et Phoenix.
Résidant en France, elle se partage entre l'écriture (scénarios, dialogues) pour différents réalisateurs et ses apparitions au cinéma. Au début des années 1990, à la télévision, avec sa sœur Katrine, elles conçoivent et interprètent des sketches pour l'émission quotidienne de divertissement Coucou c'est nous ! où elles sont « Les sœurs Boorman ». 
Telsche Boorman obtient un César posthume (partagé avec Josiane Balasko) pour le scénario de Gazon maudit (1996). 
Elle meurt dans le 16e arrondissement de Paris, des suites d'un cancer de l'ovaire et elle est inhumée au cimetière de Montmartre, 24e division, avenue du Tunnel, 1re ligne.

## Hommage
« À ma lumineuse amie Telsche. »

— Dédicace de la chanson Lumière du jour par France Gall (1996).

## Filmographie

### Actrice
- 1974 : Zardoz de John Boorman : L'Éternité
- 1981 : Excalibur de John Boorman : la dame du lac
- 1995 : Gazon maudit de Josiane Balasko : Dorothy Crumble
- 1995 : La Malaimée de Jean-Paul Scarpitta : une invitée à la tarentelle
- 1996 : Pédale douce de Gabriel Aghion :
- 2012 : Mon père à moi (Me and me Dad) de Katrine Boorman : elle-même (images d'archives)

### Scénariste
- 1984 : Nemo d'Arnaud Sélignac : coscénariste avec Jean-Pierre Esquenazi et Arnaud Sélignac
- 1990 : Tout pour réussir (Where the Heart Is) de John Boorman : coscénariste avec John Boorman
- 1995 : Gazon maudit de Josiane Balasko : autrice de l'histoire à la base du scénario
- 1995 : Mécaniques célestes de Fina Torres : coadaptatrice et codialoguiste avec Yves Belaubre, Daniel Odier alias « Delacorta », Chantal Pelletier, Corda Prunhuberleon

### Régisseuse
- 1981 : Excalibur de John Boorman

### Coach
- 1987 : La Guerre à sept ans (Hope and Glory) de John Boorman : coach des enfants comédiens

## Distinction

### Récompense
- César du cinéma 1996 : César du meilleur scénario original ou adaptation pour Gazon maudit.